# Рейд на станцию Манассас
Рейд на станцию Манассас или Операции у станции Манассас (The Manassas Station Operations) — один из эпизодов Северовирджинской кампании, когда часть Северовирджинской армии под командованием генерала Томаса Джексона вышла в тыл федеральной армии и уничтожила федеральные склады и эшелоны на нескольких станциях около Манассаса. События происходили с 25 по 27 августа 1862 года на территории округа Принс-Уильям в Вирджинии.
Вечером 26 августа дивизии Джексона обошли армию генерала Поупа, прошли ущелье Торуфеир-Гэп и перерезали железную дорогу Оранж-Александрия в районе станции Бристо-Стейшен. Утром 27 августа Джексон уничтожил крупный федеральный склад на станции Манассас-Джанкшен. Этот рейд заставил Вирджинскую армию отойти со своих позиций на реке Раппаханнок, а федеральное командование предприняло меры по прикрытию направления на Вашингтон.

## Предыстория
В середине августа генерал Роберт Ли предпринял попытку обойти федеральную Вирджинскую армию и перерезать её пути снабжения, однако его наступление остановилось на рубеже реки Раппаханок. 23 августа, после рейда Стюарта на Кэтлет-Стейшен, в руки Ли попали документы штаба федеральной армии.
В конце дня 23 августа и утром 24 августа Ли изучил все полученные бумаги и узнал, что Вирджинская армия насчитывает 45 000 человек и намеревается удерживать рубеж по реке Раппаханок, дожидаясь подхода Потомакской армии Макклеллана со стороны Фредериксберга. И Потомакская армия уже в пути, и её передовой корпус (Портера) скоро присоединится к левому флангу Вирджинской армии. Дуглас Фриман называл получение этой информации поворотным пунктом всей кампании: Ли понял, что у него нет никаких шансов победить объединённые Вирджинскую и Потомакскую армии, даже если ему перебросят из Ричмонда подкрепления. Он решил избегать генерального сражения, чтобы не ослаблять армию, и одновременно каким-то образом заставить противника отступить как можно дальше от Фредериксберга. Тем самым он бы осложнил Потомакской армии задачу соединения с Вирджинской армией и освободил бы часть территории, ресурсы которой помогли бы снабжать армию. Заставить противника отступать могло нападение на железную дорогу Оринж-Александрия. Ли уже ранее замышлял перерезать её, разрушив мост чрез Раппаханок, но быстрое отступление Поупа помешало его планам. Ли надеялся, что Стюарт повредит дорогу во время рейда на Кэтлет-Стейшен, но дожди не позволили осуществиться этим планам. Теперь Ли решил сделать ещё одну попытку, повредив дорогу как можно дальше на север. Для этого надо было отправить часть своей армии в обход, чтобы она оказалась между армией Поупа и Вашингтоно.
Приняв такое решение, Ли запросил у президента разрешение на переброску подкреплений, после чего встретился с Томасом Джексоном. Дуглас Фриман в биографии генерала Ли пишет, что тот вызвал Джексона в свой штаб в Джефферсонтон, но в книге «Lee’s liuetenants» пишет, что Ли сам приехал в Джефферсонтон и нашёл там Джексона. Историк Джордж Гендерсон писал, что 24 августа Ли перенёс свой штаб в Джефферсонтон, где уже находился штаб Джексона, и встреча происходила вечером.
Совещание было очень коротким. «Генерал Ли сидел за столом, на котором была разложена карта, — вспоминал Генри Килд Дуглас, — Лонгстрит сидел справа, генерал Стюарт слева, а генерал Джексон стоял напротив: только эти четверо и никого более. Несколько штабных офицеров лежали на траве на соседней горке. Совещание было очень коротким. Когда оно закончилось, Джексон позвал меня и я услышал всего одну фразу об этом совещании, единственную из всех, что я слышал. Она была сказана Джексоном и это было: 'Я выступаю через час'». Этой встречи не упоминает ни Лонгстрит, ни Стюарт, поэтому Фриман подозревал, что Дуглас наблюдал эту сцену в другом месте и в другое время.
Врач Хантер Макгир в 1897 году писал, что уже не осталось в живых ни одного штабного офицера, который мог бы рассказать подробности той встречи. Сам он видел, как Ли и Джексон совещались. Джексон был оживлён, много жестикулировал, и рисовал сапогом карту на земле, а сам Ли только слушал и кивал головой. Наблюдая эту сцену, Макгир решил, что идея такого манёвра принадлежала Джексону, хотя подтверждений этому нет. В своём рапорте Ли написал, что «Джексон был направлен» (Jackson was directed). Фриман писал, что такой оборот генерал Ли использовал, когда не хотел упоминать себя самого. Ли всегда старался обозначить автора идеи и инициатив, поэтому, по мнению Фримана, если бы Джексон был автором замысла, Ли не стал бы использовать такой оборот речи.

### Подготовка
Как только Ли покинул Джексона, тот начал готовиться к маршу. Джексон хорошо знал местность между Торуфэир-Гэм и Манассасом, и окрестности Манассаса, но плохо ориентировался на равнинах восточнее хребту Блу-Ридж. Но из этих мест был родом капитан Джеймс Кейт Босуэлл, инженер топографической службы (он родился в округе Фокир). Босуэлла вызвали в штаб и поручили найти наиболее удобный путь в обход фланга Поупа. Основным направление марша был избран город Манассас, а конкретные цели решено было выбрать исходя из ситуации на месте. После этого было приказано приготовить рационы, а чуть позже прибыл Лонгстрит и Джексон согласовал с ним процедуру замены орудий дивизии Хилла на орудия Лонгстрита. Уже под покровом ночи была произведена смена батарей. Одновременно были выданы маршевые приказы. Джексон велел оставить на месте все обозы, взяв с собой только повозки с боеприпасами для артиллерии и санитарные повозки. Предполагалось так же гнать с собой некоторое количество скота. Первой должна была начать марш дивизия Юэлла, за ней Лёгкая дивизия Хилла, и последней дивизия Тальяферро.
Подготовка прошла без накладок, но рационы подготовить вовремя не удалось. Возможно, приказ о их приготовлении был отдан слишком поздно, или рядовые слишком медленно их готовили, но утром, к моменту начала марша, у многих подразделений вместо готового хлеба было только тесто или недопечённый хлеб.
Джексон начал свой марш в 03:00 25 апреля. Манёвр Джексона был замечен уже в 09:00, но Поуп решил, что Джексон ушел в долину Шенандоа. Федеральной армии было приказано атаковать оставшиеся части противника на берегу реки Раппаханок, однако из-за неразберихи согласованного наступления не получилось.

## Рейд на Манассас
Ночью 25 августа 1862 года Джексон раздал своим солдатам по 60 патронов на мушкет, и в 03:00 его дивизии выступили из Джефферстона в сопровождении 21 батареи (ок. 80 орудий). Они вышли к Аммисвиллю, откуда повернули к броду Милл-Форд, возле которого не было федеральных пикетов. Во избежание задержки Джексон приказал не снимать обуви и одежды при переправе. Первой перешла реку дивизия Юэлла, затем — дивизия Хилла, и последней — дивизия Тальяферро. Кавалерия Томаса Манфорда (2-й вирджинский кавполк) обеспечивала прикрытие марша.
Перейдя реку, колонна двинулась на северо-восток через округ Фокьер — быстро и бесшумно. Пройдя за день 25 миль, колонна вышла через Орлеан к Салему (станции на железной дороге Манассас-Гэп) и там остановилась на ночевку. Дивизия Хилла вышла к лагерю только в 23:00, а дивизия Тальяферро остановилась не доходя Салема.
Передвижения Джексона не остались незамеченными — ещё в 08:45 полковник Кларк из штаба Бэнкса заметил колонну между Джефферсонтоном и Аммисвиллем, и в 11:25 новость достигла Поупа, который решил, что Джексон уходит в долину Шенандоа. Ближе к вечеру он узнал о появлении противника возле Салема, но решил, что это небольшой отряд, прикрывающий фланг колонны, идущей в Шенандоа.
Утром 26 августа передовая дивизия Юэлла вошла в Салем и повернула на восток. Колонна двигалась бесшумно, со скоростью 3 мили в час, без остановок на еду. Один из участников вспоминал, что в тот день ему удалось съесть только горсть зерна и три зеленых яблока. Колонна прошла Уайлд-Плейнс и вышла к ущелью Торуфейр-Гэп, где не оказалось федерального охранения. В 16:00 колонна вышла к Гейнсвиллю — таким образом за 32 часа Джексон прошел 50 миль и сумели прорваться в тыл федеральной армии. В Гейнсвилле к Джексону подошел Стюарт с кавалерийскими бригадами Робертсона и Фицхью Ли.
Из Гейнсвилля Джексон отправил дивизию Юэлла и кавполк Манфорда на юг, к станции Бристо. Через два часа южане вышли к Бристо; кавалерия Манфорда обратила в бегство федеральный кавалерийский отряд, а луизианцы из бригады Генри Форно выбили из городка федеральную пехоту. Станция была захвачена, железная дорога Оранж-Александрия перерезана, и все же один локомотив успел прорваться через Бристо к Манасасу. Однако, вскоре был захвачен проходящий через станцию поезд, в который затем врезался третий поезд.
В то же время Джексон узнал, что станцию Манассас охраняет всего несколько сотен человек. В 21:00 Исаак Тримбл вызвался атаковать станцию двумя полками — 21-м джорджианским и 21-м северокаролинским. На всякий случай Джексон отправил с ним кавалерию Стюарта. В это время на станции Манассас находилось 115 федеральных кавалеристов под командованием капитана Самуэля Крейга из 105-го пенсильванского полка. Он уже слышал о событиях на станции Бристо, но счёл это набегом партизан. Крейг успел расставить пикеты и установил три орудия на позицию у железной дороги. Полкам Тримбла удалось скрытно подойти к станции, и они бросились в атаку, застав противника врасплох — федеральные артиллеристы даже не успели навести орудия и их два залпа прошли поверх атакующих, после чего артиллеристы бежали, бросив шесть орудий. Станция была взята. Из 500 участников атаки двое были убиты и двое ранены.
Первые сообщения о происходящем достигли штаба федеральной армии в 20:00 по телеграфу, и Поуп велел послать в Манассас пехотный полк, чтобы узнать, что там происходит. Несколько позже генерал осознал, что проблема больше, чем казалась на первый взгляд. В сложившейся ситуации он решил воспользоваться тем фактом, что дивизии Джексона изолированы от основной армии, и приказал армии отступать от реки Раппаханок на север с целью уничтожения Джексона. Одновременно в Вашингтоне предприняли меры по прикрытию столицы — бригада Джорджа Тейлора была отправлена к мосту через Булл-Ран.
Утром 27 августа к Манассасу с севера подошёл 2-й Нью-Йоркский артиллерийский полк с двумя орудиями. Его командир, полковник Густав Ваагнер, решил что имеет дело с партизанским отрядом. Джексон отправил навстречу дивизию Хилла и Ваагнер поспешно отступил. Именно в это время около Бул-Ранского моста развернулась федеральная бригада Тейлора (1 200 человек) и начала наступление в сторону Манассаса. Джексон приказал подпустить противника поближе, и только когда ньюджерсийцы подошли на 300 метров, приказал открыть огонь. Тейлор велел примкнуть штыки и атаковать, но вскоре понял, что почти окружен, и решил отступать. Остатки его бригады отошли к мосту, где были атакованы кавалерией Робертсона и Фицхью Ли. Погиб сам Тейлор, 201 человек попал в плен. Всего бригада потеряла 339 человек. Положение отчасти спасли два огайских полка — 11-й и 12-й, которые заняли оборону у булл-ранского моста и прикрыли отступление ньюджерсийцев.
В то же утро с юга к станции Бристо стала подходить дивизия Хукера — это были передовые колонны армии Поупа, которые шли на перехват Джексона. Ранним утром Хукер послал на разведку к станции Бристо 72-й ньюйоркский пехотный полк, который встретил у станции дивизию Юэла и отступил, не ввязываясь в бой. В полдень подошла вся дивизия Хукера и вступила в перестрелку с дивизией Юэлла — бригадами Генри Форно, Лоутона и Эрли. Это столкновение стало известно, как сражение при Кэттл-Ран. Джексон разрешил Юэллу отойти к Манассасу, и Юэлл осуществил отступление в полном порядке и без потерь. Это столкновение показало Джексону, что противник уже близко и он приказал в ночь на 28 августа отойти на запад.
27 августа в 21:00 Джексон начал отход — первой выступила дивизия Тальяферро, которая уже на рассвете вышла к уоррентонской дороге у холма Мэтьюз. В полночь выступила дивизия Хилла: она должна была выйти к Греветону но из-за ошибки проводника пришла в Сентервиль. Последним, уже на рассвете, отходил арьергард — дивизия Юэлла. Джексон держал в секрете место концентрации и из-за накладок дивизия так же ушла в сторону Сентервила. Джексон успел осознать ошибку и послал вестового, который застал дивизию Юэлла у переправы Блэкбернс-Форд. Через несколько часов практически все дивизии Джексона были сконцентрированы у Граветона.

## Последствия
Рейд Джексона на Манассас изменил весь ход Северовирджинской кампании. Он заставил Поупа оставить позиции на реке Раппаханок и начать отступление к Манассасу. Федеральное командование, узнав о разгроме бригады Тейлора, решило не посылать Поупу дополнительных корпусов, а оставить их для обороны Вашингтона. Манёвры Вирджинской армии в итоге привели ко второму сражению при Бул-Ран на следующий день.